# Connew
 Connew Racing Team  és el nom d'un equip britànic de cotxes de competició que va arribar a disputar curses a la Fórmula 1.
Va ser fundat l'any 1970 pel pilot John Surtees, campió del món de motociclisme i de Fórmula 1 (l'únic doble campió de la història) i l'enginyer Peter Connew.

## A la F1
Va debutar el 13 d'agost al Gran Premi d'Àustria de la temporada 1972 de la mà del pilot François Migault, que no finalitzar la cursa per problemes mecànics.
Van participar en una única cursa, no assolint cap punt pel campionat del món de constructors.

## Resultats a la Fórmula 1
| Any  | Pilot            | 1   | 2   | 3   | 4   | 5   | 6   | 7   | 8   | 9       | 10  | 11  | 12  | Posició | Punts |
| ---- | ---------------- | --- | --- | --- | --- | --- | --- | --- | --- | ------- | --- | --- | --- | ------- | ----- |
| 1972 | François Migault | ARG | SUD | ESP | MON | BEL | FRA | GBR | ALE | AUT Ret | ITA | CAN | USA | -       | 0     |

### Resum
| Curses: | Victòries: | Pòdiums: | Poles: | Voltes ràpides: | Punts: |
| ------- | ---------- | -------- | ------ | --------------- | ------ |
| 1       | 0          | 0        | 0      | 0               | 0      |